# Tephrosia mysteriosa

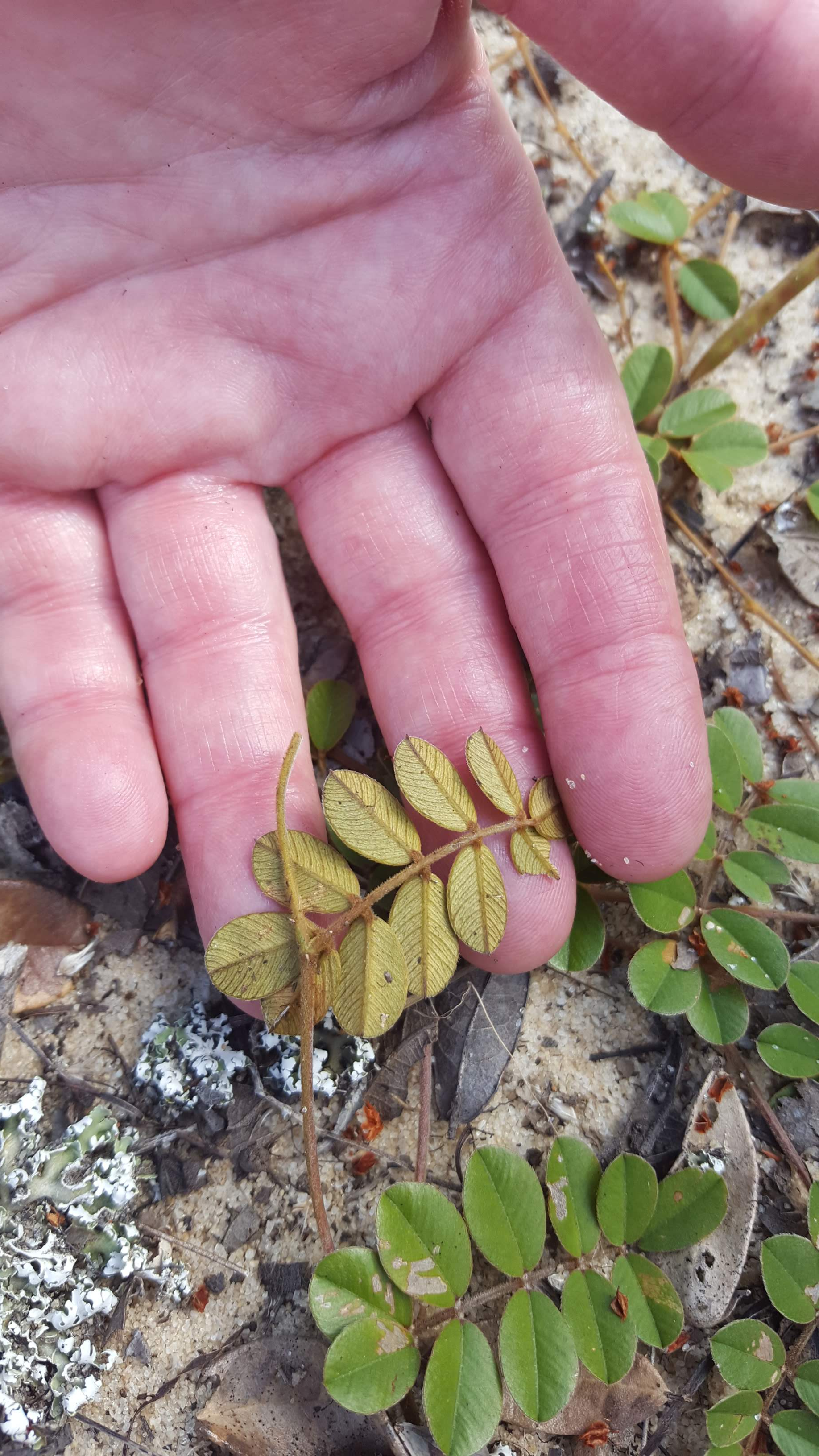
Tephrosia mysteriosa

Tephrosia mysteriosa, é uma espécie de leguminosa que foi descrita pela primeira vez por Kris DeLaney em 2010. Ela cresce em dunas e é endémica do Lake Wales Ridge e Mount Dora Cumes da Flórida.
DeLaney recolheu o tipo de amostra em 3 de agosto de 2006, em Carter Creek Preservar, Highlands County, Florida. Cada haste da amostra tem até 9-13 folhetos.